# China Southern Power Grid Company
La China Southern Power Grid Company (in italiano: "Compagnia della rete elettrica della Cina meridionale") è una delle due aziende statali fondate nel 2002 secondo i precetti della riforma del sistema elettrico cinese, l'altra è la State Grid Corporation of China.
Ha l'incarico di partecipare negli investimenti, nella costruzione e nella gestione della trasmissione, trasformazione e distribuzione dell'energia elettrica  delle province di Guangdong, Guangxi, Yunnan, Guizhou e Hainan mentre la produzione di energia è fatto da altri cinque "gruppi di generazione di energia". La società ha sede a Canton.